# 神田富山町
神田富山町（日语：／ Kanda-tomiyamachō */?）是東京都千代田區的町名。2013年8月1日為止的人口為111人。郵遞區號101-0043。

## 地理
位於千代田區東北部，屬神田地域。町域北部與東部接神田東松下町，南鄰神田紺屋町，西連鍛冶町。神田富山町是神田站東口商業區的一角，多辦公大樓與商店。東西向的神田平成通（神田平成通り）貫通町域。

## 歷史
江戶時代初期為武家地。正德3年（1713年），為了芝增上寺涅槃門前的切通坂拓寬與建設防火地，削除富山町、永井町部分地區並將此地作為替代土地，成立神田富山町一、二丁目與神田永井町。江戶時期本地曾屬神田富山町一、二丁目、神田三島町、神田永井町、神田岸町等，明治2年（1869年）北部編入神田東松下町。剩餘的北側重整為神田富山町，南側重整為神田永井町，明治5年（1872年）神田永井町編入神田富山町，形成現在的町域。1911年（明治44年）去除神田的冠稱，1947年（昭和22年）千代田區成立，恢復冠稱。

### 地名由來
本地是芝增上寺門前町的芝富山町代地。

## 交通
町域内無鐵路站，鄰近的車站有西邊的神田站、北邊的都營新宿線岩本町站。

## 設施
- Kokugo（コクゴ）
- 山谷產業
- 東日本銀行（日语：東日本銀行）神田支店
- Olympic Inn（オリンピックイン）神田

## 備註
1. ↑  千代田区ホームページ - 町丁別世帯数および人口（住民基本台帳）：平成25年8月1日現在 的存檔，存档日期2013-10-27.